# Campeonato Europeo de Judo de 2013
El LXI Campeonato Europeo de Judo se celebró en Budapest (Hungría) entre el 25 y el 27 de abril de 2013 bajo la organización de la Unión Europea de Judo (EJU) y la Asociación Húngara de Judo. 
Las competiciones se realizaron en la Arena Deportiva de Budapest László Papp de la capital magiar.

## Medallistas

### Masculino
| Evento          | Oro                             | Plata                          | Bronce                                                   |
| --------------- | ------------------------------- | ------------------------------ | -------------------------------------------------------- |
| –60 kg (25.04)  | Amiran Papinashvili Georgia     | Ludovic Chammartin · Suiza     | Artiom Arshanski Israel Ashley McKenzie Reino Unido      |
| –66 kg (25.04)  | Lasha Shavdatuashvili Georgia   | Kamal Jan-Magomedov · Rusia    | Dimitri Dragin Francia David Larose Francia              |
| –73 kg (26.04)  | Rok Drakšič Eslovenia           | Nugzar Tatalashvili Georgia    | Pierre Duprat Francia Zebeda Rejviashvili Georgia        |
| –81 kg (26.04)  | Avtandil Chrikishvili Georgia   | Tomislav Marijanović · Croacia | Joachim Bottieau · Bélgica · Loïc Pietri · Francia       |
| –90 kg (27.04)  | Kirill Denisov · Rusia          | Varlam Liparteliani Georgia    | Karolis Bauža · Lituania · Kiril Voprosov · Rusia        |
| –100 kg (27.04) | Lukáš Krpálek · República Checa | Henk Grol · Países Bajos       | Jevgeņijs Borodavko Letonia Cyrille Maret Francia        |
| +100 kg (27.04) | Teddy Riner Francia             | Adam Okruashvili Georgia       | Jean-Sébastien Bonvoisin · Francia · Barna Bor · Hungría |

### Femenino
| Evento         | Oro                         | Plata                        | Bronce                                                    |
| -------------- | --------------------------- | ---------------------------- | --------------------------------------------------------- |
| –48 kg (25.04) | Éva Csernoviczki · Hungría  | Charline Van Snick · Bélgica | Laëtitia Payet Francia Ebru Şahin Turquía                 |
| –52 kg (25.04) | Natalia Kuziutina · Rusia   | Andreea Chițu · Rumania      | Laura Gómez Ropiñón · España · Majlinda Kelmendi · Kosovo |
| –57 kg (25.04) | Automne Pavia Francia       | Sabrina Filzmoser · Austria  | Telma Monteiro · Portugal · Irina Zabludina · Rusia       |
| –63 kg (26.04) | Clarisse Agbegnenou Francia | Marta Labazina · Rusia       | Yarden Gerbi Israel Tina Trstenjak Eslovenia              |
| –70 kg (26.04) | Kim Polling · Países Bajos  | Linda Bolder · Países Bajos  | Bernadette Graf · Austria · Laura Vargas-Koch · Alemania  |
| –78 kg (27.04) | Lucie Louette Francia       | Anamari Velenšek Eslovenia   | Abigél Joó · Hungría · Marhinde Verkerk · Países Bajos    |
| +78 kg (27.04) | Lucija Polavder Eslovenia   | Émilie Andéol Francia        | Belkıs Zehra Kaya · Turquía · Iryna Kindzerska · Ucrania  |

## Medallero
| Núm. | País            | Oro | Plata | Bronce | Total |
| ---- | --------------- | --- | ----- | ------ | ----- |
| 1    | Francia         | 4   | 1     | 7      | 12    |
| 2    | Georgia         | 3   | 3     | 1      | 7     |
| 3    | Rusia           | 2   | 2     | 2      | 6     |
| 4    | Eslovenia       | 2   | 1     | 1      | 4     |
| 5    | Países Bajos    | 1   | 2     | 1      | 4     |
| 6    | Hungría         | 1   | 0     | 2      | 3     |
| 7    | República Checa | 1   | 0     | 0      | 1     |
| 8    | Austria         | 0   | 1     | 1      | 2     |
| 8    | Bélgica         | 0   | 1     | 1      | 2     |
| 10   | Croacia         | 0   | 1     | 0      | 1     |
| 10   | Rumania         | 0   | 1     | 0      | 1     |
| 10   | Suiza           | 0   | 1     | 0      | 1     |
| 13   | Israel          | 0   | 0     | 2      | 2     |
| 13   | Turquía         | 0   | 0     | 2      | 2     |
| 15   | Alemania        | 0   | 0     | 1      | 1     |
| 15   | España          | 0   | 0     | 1      | 1     |
| 15   | Kosovo          | 0   | 0     | 1      | 1     |
| 15   | Letonia         | 0   | 0     | 1      | 1     |
| 15   | Lituania        | 0   | 0     | 1      | 1     |
| 15   | Portugal        | 0   | 0     | 1      | 1     |
| 15   | Reino Unido     | 0   | 0     | 1      | 1     |
| 15   | Ucrania         | 0   | 0     | 1      | 1     |
|      | TOTAL           | 14  | 14    | 28     | 56    |

1. 1 2  Los judokas de nacionalidad kosovar participaron bajo la bandera de la Federación Internacional de Judo (IJF).